# Kvavsjön (Linde socken, Västmanland)
Kvavsjön är en sjö i Lindesbergs kommun i Västmanland och ingår i Norrströms huvudavrinningsområde. Sjön är 12 meter djup, har en yta på 0,297 kvadratkilometer och är belägen 98 meter över havet. Sjön avvattnas av vattendraget Albäcksån.

## Delavrinningsområde
Kvavsjön ingår i det delavrinningsområde (661570-147231) som SMHI kallar för Utloppet av Kvavsjön. Medelhöjden är 155 meter över havet och ytan är 21,48 kvadratkilometer. Det finns inga avrinningsområden uppströms utan avrinningsområdet är högsta punkten. Albäcksån som avvattnar avrinningsområdet har biflödesordning 3, vilket innebär att vattnet flödar genom totalt 3 vattendrag innan det når havet efter 229 kilometer. Avrinningsområdet består mestadels av skog (83 procent). Avrinningsområdet har 0,65 kvadratkilometer vattenytor vilket ger det en sjöprocent på 3 procent.